# اردک رنگی‌پوش

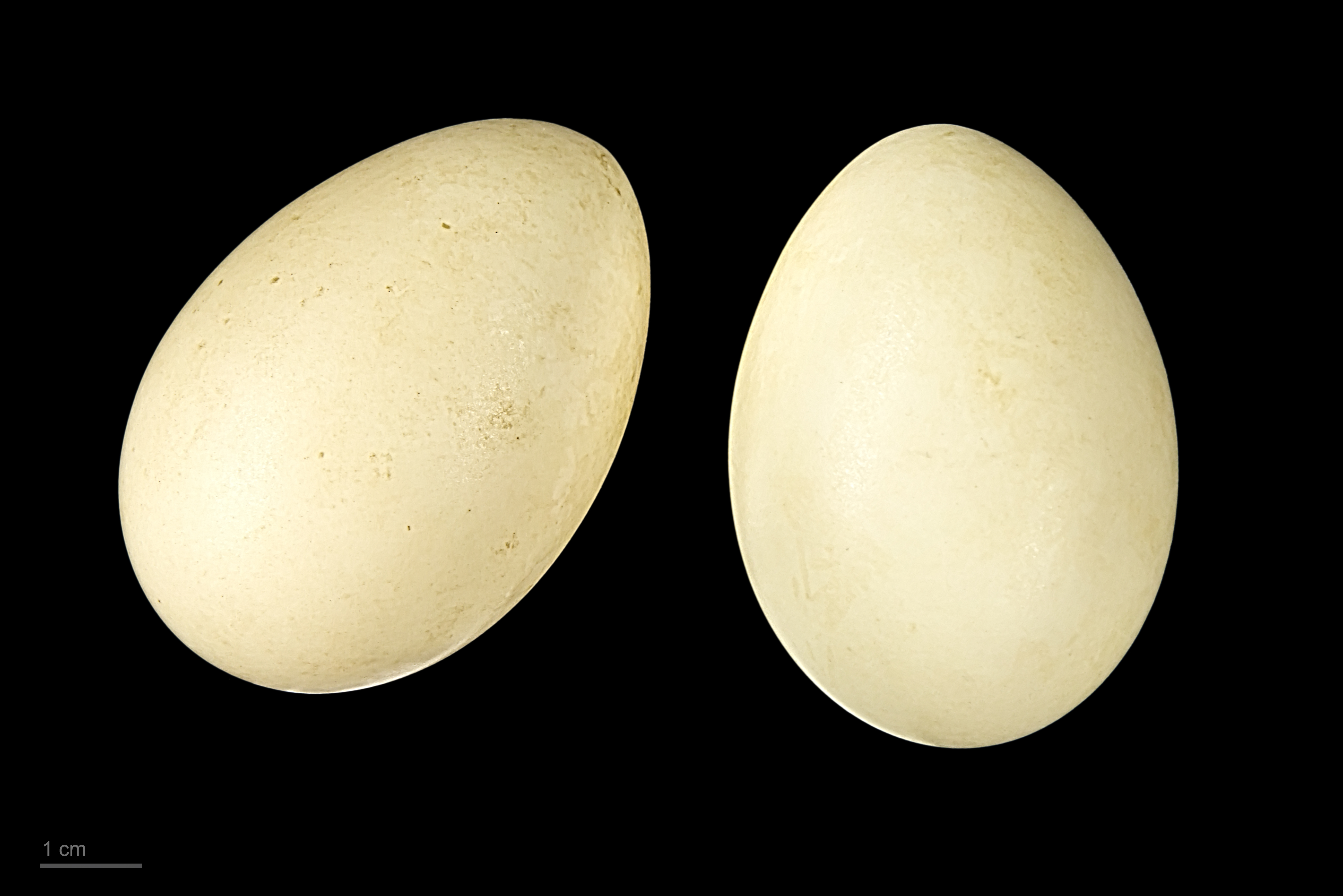
Histrionicus histrionicus

اردک رنگی‌پوش یا اردک رنگارنگ (نام علمی: Histrionicus histrionicus) نام یک گونه از تیره اردکیان است.